# 등가선량
등가선량(等價線量, equivalent dose), 선량당량(線量當量, dose equivalent)은 인체의 조직 및 기관이 방사선에 노출되었을 때, 같은 흡수선량이라 하더라도 방사선의 종류에 따라서 인체가 받는 영향의 정도가 다른 것을 고려한 것으로, 방사선에 노출된 조직 및 기관의 평균 흡수선량에 방사선 가중계수(radiation weighted factor)를 곱하여 구하고 단위는 Sv이다.

## 수식
등가선량은 방사선 가중계수(가중인자)와 방사선에 대한 장기나 조직의 흡수선량의 곱의 총합이다.

이온화 방사선의 SI 선량단위 관계도

{\displaystyle H_{T}=\sum _{R}W_{R}\cdot D_{T,R}}
여기서
- {\displaystyle H_{T}} : 등가선량 (Sv)
- {\displaystyle W_{R}} : 방사선 가중계수
- {\displaystyle R} : 방사선 종류
- {\displaystyle D_{T}} : 흡수선량 (Gy)

| 방사선 종류             | 에너지           | 가중계수 |
| ----------------------- | ---------------- | -------- |
| 광자(전자파,X선,감마선) | 모든 에너지      | 1        |
| 전자, 뮤온              | 모든 에너지      | 1        |
| 중성자                  | 10 keV 미만      | 5        |
| 중성자                  | 10 keV ~ 100 keV | 10       |
| 중성자                  | 100 keV ~ 2 MeV  | 20       |
| 중성자                  | 2 MeV ~ 20 MeV   | 10       |
| 중성자                  | 20 MeV 이상      | 5        |
| 양성자                  | 2 MeV 이상       | 5        |
| 알파입자                |                  | 20       |

## 같이 보기
- 선량
- 유효선량